# L'Ivresse de Silène
L'Ivresse de Silène est une peinture réalisée par Carle van Loo, en 1747. Aujourd'hui, elle est conservée au sein des collections du musée des Beaux-Arts de Nancy.